# Pingwin (serial telewizyjny)
Pingwin (oryg: The Penguin) – amerykański serial telewizyjny stworzony przez Lauren LeFranc dla kanału telewizyjnego HBO. Jest to spin-off filmu Batman (2022) oparty na postaci Pingwina z DC Comics. W tytułowej roli wystąpił Colin Farrell, powtarzając swoją rolę z Batmana, a obok niego główną rolę zagrała Cristin Milioti.
We wrześniu 2021 roku pojawiła się informacja, że trwają pracę nad serialem o Pingwinie. Ujawniono, że LeFranc napisze scenariusz, a Farrell zagra tytułową rolę. Serwis HBO Max zamówił serial krótko po premierze Batmana w marcu 2022 roku, a w październiku Craig Zobel został ogłoszony reżyserem pierwszych trzech odcinków. Zdjęcia rozpoczęły się w marcu 2023 roku w Nowym Jorku.
Osiem odcinków Pingwina zostało wyemitowanych przez HBO od 1 września do 10 listopada 2024.

## Obsada

### Główna
- Colin Farrell jako Oswald Cobblepot / Pingwin, przestępca i były podwładny Carmine’a Falcone’a[1][2].
- Cristin Milioti jako Sofia Falcone, córka Falcone, która po śmierci ojca walczy z Cobblepotem o kontrolę nad przestępczym podziemiem Gotham City[3].

### Drugoplanowa
- Clancy Brown jako Salvatore Maroni, szef mafii i gangster w Gotham City[4].
- Michael Zegen jako Alberto Falcone, syn Falcone’a i brat Sofii[5].

W serialu zagrali też Rhenzy Feliz, Michael Kelly, Shohreh Aghdashloo, Deirdre O’Connell, James Madio, Scott Cohen i Theo Rossi.

## Produkcja

### Rozwój projektu
We wrześniu 2021 roku pojawiła się informacja, że trwają wczesne prace nad serialem będącym spin-offem filmu Batman (2022) skupiającym się na postaci Oswalda Cobblepota / Pingwina. Reżyser Batmana Matt Reeves zasugerował kierownictwu studia, że sequel filmu mógłby śledzić dalsze losy Pingwina, lecz zamiast tego chcieli zrobić serial. Lauren LeFranc została zatrudniona jako showrunner, natomiast Reeves i Dylan Clark jako producenci wykonawczy. Reeves nie był wtedy pewien, czy będzie reżyserował serial, który według niego miałby powstać przed potencjalnym sequelem Batmana i mógłby być z nim powiązany. Niedługo potem, po premierze Batmana, HBO Max oficjalnie zamówiło serial.
Colin Farrell powiedział w lipcu 2022 roku, że Reeves nie będzie reżyserem serialu, lecz konsultantem scenariusza. Był także zaangażowany w wybór reżysera. W październiku 2022 roku ujawniono, że za pierwsze trzy odcinki odpowiadał będzie Craig Zobel, który będzie też producentem wykonawczym. Nie było wówczas jasne, czy przyszłe projekty Reevesa dla DC w ramach planowanego własnego uniwersum Batmana znajdą się pod kontrolą Jamesa Gunna i Petera Safrana, nowych szefów DC Studios, które miało kierować projektami filmowymi i telewizyjnymi, czy też pod nadzorem Michaela De Luca i Pameli Abdy z Warner Bros. Pictures. Gunn potwierdził później, że DC Studios będzie nadzorować wszystkie produkcje DC i już wtedy skontaktował się z Reevesem w sprawie jego projektów. W styczniu 2023 roku, ogłaszając pierwsze filmy i seriale dla nowej franczyzy DC Universe, Gunn powiedział, że każdy projekt, który nie pasuje do wspólnego uniwersum DCU, będzie należał do „DC Elseworlds”. Tam trafił również Batman Reevesa oraz The Penguin. W następnym miesiącu ujawniono, że Bill Carraro będzie producentem wykonawczym. Serial ma składać się z ośmiu odcinków.

### Scenariusz
Serial rozpoczyna się tydzień po wydarzeniach z filmu Batman i dzieje się na krótko przed wydarzeniami z The Batman – Part II (2025). Clark powiedział, że pokaże ścieżkę dojścia Pingwina do władzy i porównał serial do Scarface (1983). Dodał, że serial ma być oddzielną historią od Batmana i wzmocni doświadczenie oglądania filmu. LeFranc ukończyła scenariusz pilotowego odcinka na początku marca 2022 roku. Farrell nazwał pierwszy odcinek „niezwykłym” i był podekscytowany rozwojem postaci, który zaplanował Reeves. Sarah Aubrey z HBO Max powiedziała, że celem serialu jest zbadanie życia Pingwina, które jest zakorzenione na ulicach Gotham.

### Casting
We wrześniu 2021 roku, gdy ujawniono, że trwają prace nad serialem, Colin Farrell został poproszony o powtórzenie swojej roli Pingwina z Batmana. W grudniu oficjalnie podpisał umowę. Współpracę z LeFranc opisał jako doświadczenie podobne do pracy z Reevesem nad Batmanem. W marcu 2022 roku Reeves powiedział, że istnieje szansa, aby inne postacie z filmu pojawiły się w serialu. Pod koniec października Cristin Milioti została obsadzona w roli Sofii Falcone. W lutym 2023 roku ujawniono, że w serialu wystąpią także Rhenzy Feliz, Michael Kelly, Shohreh Aghdashloo i Deirdre O’Connell. Miesiąc później potwierdzono angaż Clancy Brown jako Salvatore Maroni. Tego samego miesiąca James Madio, Scott Cohen i Theo Rossi zostali obsadzeni w nieujawnionych rolach.

### Zdjęcia
Zdjęcia główne rozpoczęły się 1 marca 2023 roku w Nowym Jorku pod roboczym tytułem „Boss”. Zaplanowano, że potrwają około pięć lub sześć miesięcy i zakończą się w lipcu.

## Wydanie
W marcu 2022 zapowiedziano, że Pingwin zostanie wydany w serwisie streamingowym HBO Max i będzie się składał z ośmiu odcinków. W lipcu 2024 ogłoszono, że serial został przeniesiony do kanału telewizyjnego HBO. 